# Carl-Fredrik Gillberg
Carl-Fredrik Gillberg, född 12 januari 1909 i Umeå, död 19 juli 2000 i Malmö, var en svensk militär (överste 1. graden).

## Biografi
Gillberg var son till köpmannen Ernst Gillberg och Ann Ilander. Han blev fänrik 1931, major 1945, överstelöjtnant 1952, överste och chef Gotlands kustartilleriförsvar med Gotlands kustartillerikår (KA 3) 1957. Gillberg var chef kustartilleriets skjutskola 1961, Karlskrona kustartilleriregemente (KA 2) 1962, försvarsområdesbefälhavare för Karlskrona försvarsområde och chef Blekinge kustartilleriförsvar 1963-1969.
Han var lärare vid Kungliga Sjökrigsskolan 1942-1946, marinstaben 1943-1946, stabschef vid Blekinge kustartilleri 1948-1952 och kustartilleriinspektör 1954-1957. Gillberg gifte sig 1939 med Elizabeth Janzén (född 1915), dotter till major Erik Janzén och Vera Beyer.

## Utmärkelser
- Kommendör av första klass av Svärdsorden, 6 juni 1964.[2]